# 大園巧
大園 巧（おおぞの たくみ、1989年9月5日 - ）は、日本の実業家。鹿児島県出身。美容事業を主軸とした事業を多く展開している。

## 略歴
高校卒業後、20歳の時に九州から東京まで24時間かけ自動車で上京。アパレルショップ店員、太陽光発電関連営業を経て不動産売買営業へ転職。営業時代には2年半で累計50億円以上を売り上げた。
2016年（26歳）、unlimitednine株式会社を設立。エラスチンサプリエントや化粧品をネット販売する事業を開始。のちに、エステサロン『ラグジュアリーサロンナイン』を開業。2年間で1万人以上の顧客導入に成功する。
現在は、美容商品開発・自社開発の美容機器・NINEアカデミー創設者としてグループ会社4社を率いている。
NINEアカデミー事業では独自の経営学や、サロン運営法など、全国で講演会など開き、急成長しているNINEグループのCEOとして活躍している。
2021年はグループで前年比500%アップの成長をとげる。

## 著書
- 右にならうな: 人生の主人公は君だ!「成幸」の哲学）2023/12/12

## セミナー講師
- 2022年ビューティーワールドJAPAN東京開催　『広告費をかけない集客法』　講演会
- 『確実に売上UPに繋げるブランディング法』セミナー
- 他サロン『人財育成講習会』開催
- アカデミー生　『ホスタク経営学』　開催

## 受賞歴
- 2023美容経済新聞社【日本美容企業大賞】
- 2023美容経済新聞社【製品開発大賞】
- 月刊エステカベレーザ20231月号

　2022下半期　ベストチョイスベレーザ『結果出し美容機器部門』
　2022下半期　ベストチョイスベレーザ『結果出し化粧品部門』
- プロラボアワード2021 フェイシャル部門　全国2位
- 関東地上波TV（埼玉テレビ、千葉テレビ）『ガールズHappy Style』
- Best Happy Aword 2021 グランプリ受賞
- エステプロラボ『上位２％のエスドールサロン』 受賞

## メディア出演
- ホスタクYouTube
- 渋谷クロスFM『NINEが届ける無限の可能性』冠番組　第１・3（金）13:00〜
- 日本エステティック通信　YouTube LIVE　ゲスト出演
- 関東地上波TV『ガールズHappy Style』出演
- CBCラジオ『勝とひろのしんのイキル』ゲスト出演
- 雑誌『anan』バスト特集掲載
- 月刊ベレーザ3月号　『噂の新商品』NR　NINE機器
- 日本経済新聞社　『成長企業経営者特集』掲載